# Aria edulis
Il sorbo montano o farinaccio (Aria edulis (Willd.) M.Roem., 1847) è una pianta della famiglia delle Rosacee.

## Descrizione

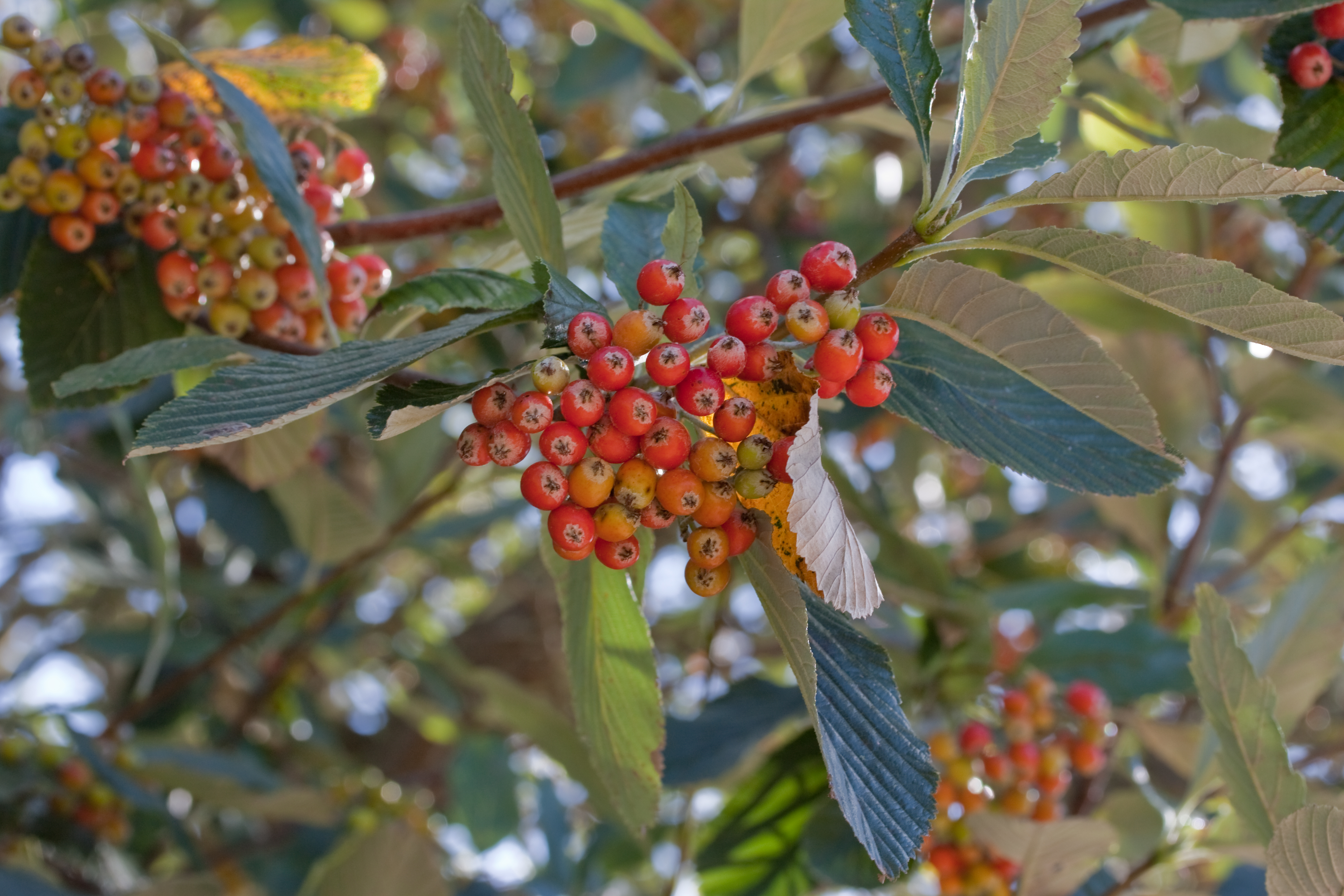
Bacche e foglie del sorbus aria

Albero tipico della fascia montana, con fusto alto fino a 15 metri. Se cresce in stazioni difficili, può apparire anche come arbusto. La corteccia è liscia e chiara, grigia. Con l'età si fessura superficialmente.
 La chioma è ampia e a cupola, molto fitta. 
Le foglie hanno la forma tipica delle piante del genere Sorbus, ma invece di essere composte, sono semplici. Ovali con margine dentato, misurano circa 8 (12) x 5 cm. La pagina superiore è verde abbastanza scura, opaca, mentre quella inferiore è interamente e fittamente coperta di peli bianchi che le danno un aspetto quasi scintillante. Prima di cadere in autunno divengono gialle e infine grigie, mentre la pagina inferiore rimane bianca.

I fiori sono bianchi con 5 petali, 5 sepali e 5 stami in infiorescenze ad ombrella (corimbi) di 8 cm di diametro. Tra i sorbi, il farinaccio è tra quelli col singolo fiore più grande.

I frutti sono pomi tipicamente rossi o rosso-arancio, di 8 / 15 mm di diametro, più lunghi che larghi, contenenti 1 o 2 semi, sono portati in grappoli alla fine dei rametti.
Il nome del genere è direttamente collegato al nome che davano i romani a questo albero, mentre il nome della specie deriva da Ari, una regione dell'asia occidentale.

## Distribuzione e habitat
Originario dell'Europa centro-meridionale e del Nord Africa.
Si trova al nord nei boschi e nelle zone rocciose, mentre nelle regioni meridionali lo si trova in montagna.
Predilige suoli asciutti, e cresce bene anche in luoghi sassosi. Necessita di abbondante luce e resiste molto bene al freddo.
In Italia settentrionale lo si trova fino ai 1700 m di altitudine.

## Usi
Una volta i frutti venivano anche consumati per alimentazione umana. Oggi non più ma si usa ancora per certe ricette tipiche regionali, per marmellate e per gelatine.

In tempi di carestia, data la loro polpa farinosa, venivano macinati e frammisti alla farina per fare il pane.
Possono essere usati per aromatizzare la grappa, con un ottimo risultato. Un tempo forse se ne ricavava anche un'acquavite.
Come per il sorbo degli uccellatori (Sorbus aucuparia), le bacche sono appetite ai volatili e una volta venivano usate dai cacciatori come esca.